# Cerebrosídeos
Cerebrosídeos constituem uma subclasse de esfingolipídios (também denominados glicoesfingolipídeos) compostos por um  monossacarídeo principal (glicose ou galactose) ligado por uma ligação glicosídica ao esqueleto de esfingosina e um ácido graxo por uma ligação amida. Diferente dos fosfolipídeos, os cerebrosídeos não possuem grupamento fosfato. Por sua vez, as “cabeças polares” são formadas pelos resíduos de açúcar.

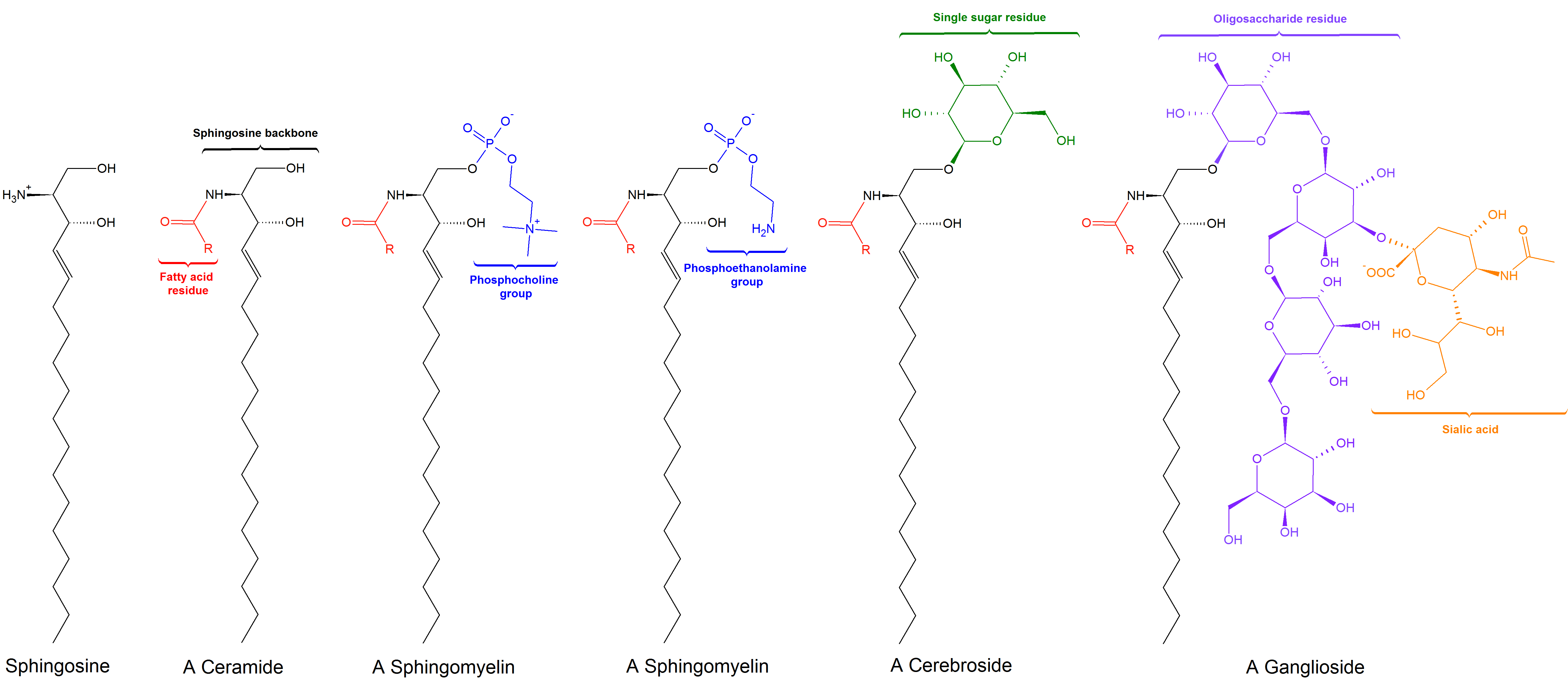
Estrutura geral dos esfingolipídeos.

Os cerebrosídeos são componentes importantes da membrana de células musculares e nervosas. Nas últimas décadas, tem sido atraída atenção para o papel dos cerebrosídeos no efeito neuroprotetor e na mediação do sistema imunológico  . Além das células animais, também já foram encontrados em algumas espécies de fungos, plantas e bactérias. 
Alguns grupos funcionais podem estar conectados ao esqueleto da ceramida, incluindo ramificações metil, grupos hidroxi, dessaturação cis ou trans ou anéis de ciclopropano. É comum a presença de glicocerebrosídeos em fungos, plantas e células animais, enquanto os galactocerebrosídeos são encontrados apenas em células animais e fúngicas.
Os cerebrosídeos ocorrem em quantidades consideráveis  na bainha de mielina além das células epiteliais do intestino delgado e do cólon, epiderme da pele. Também parecem estar envolvidos nos processos de divisão celular, crescimento, sobrevivência e transporte de membrana.
A desordem no metabolismo dos cerebrosídeos estão associadas a defeitos na degradação dos glicocerebrosídeos (doença de Gaucher) e de galactocerebrosídeos (doença de Fabry e doença de Krabbe). O acúmulo desses esfingolipídios em certos órgãos leva a uma diversidade de manifestações clínicas, incluindo sintomas neurológicos graves. 